# Kalkoven Kurvers

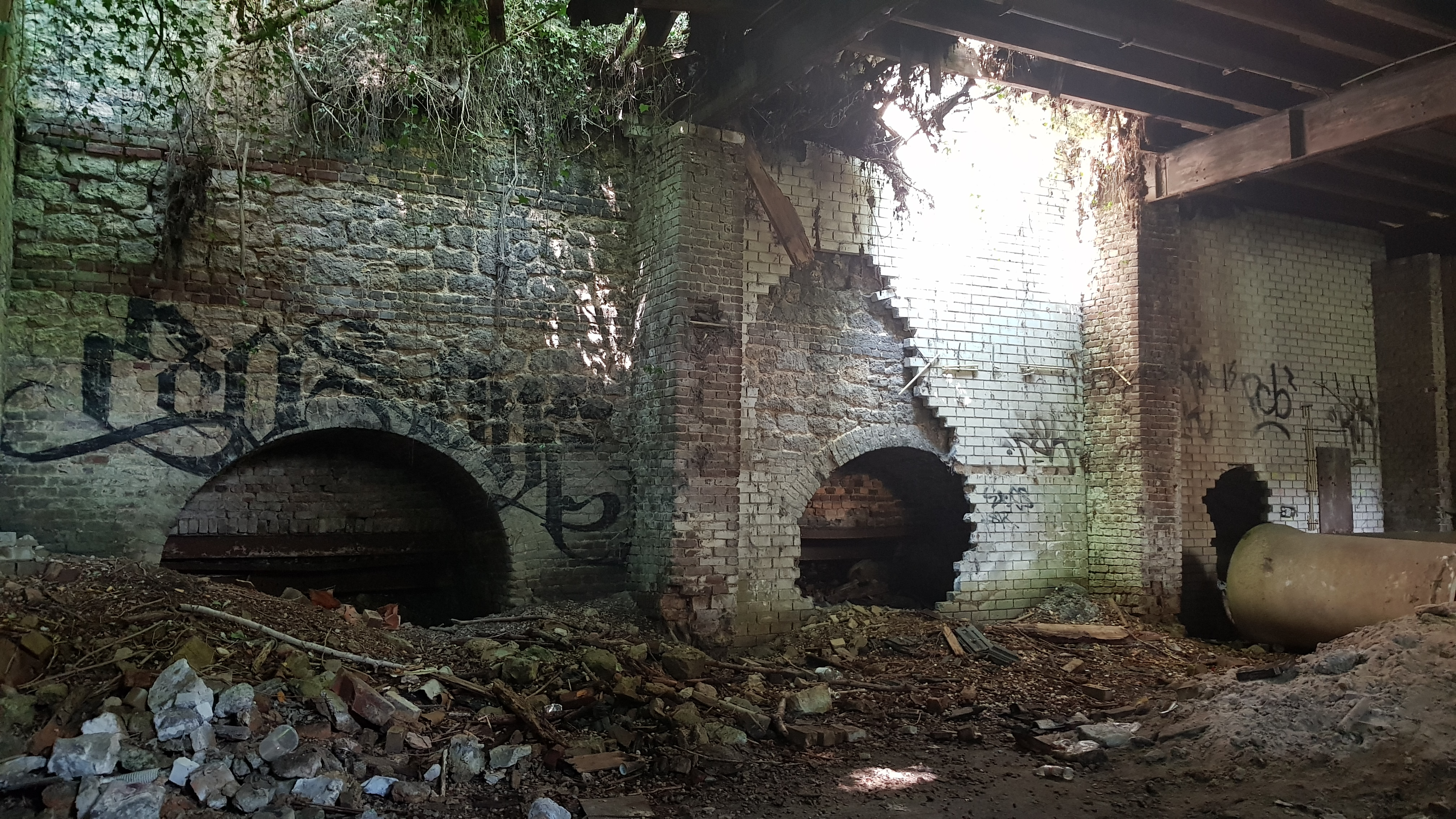
ovenschachten I - II - III in 2019

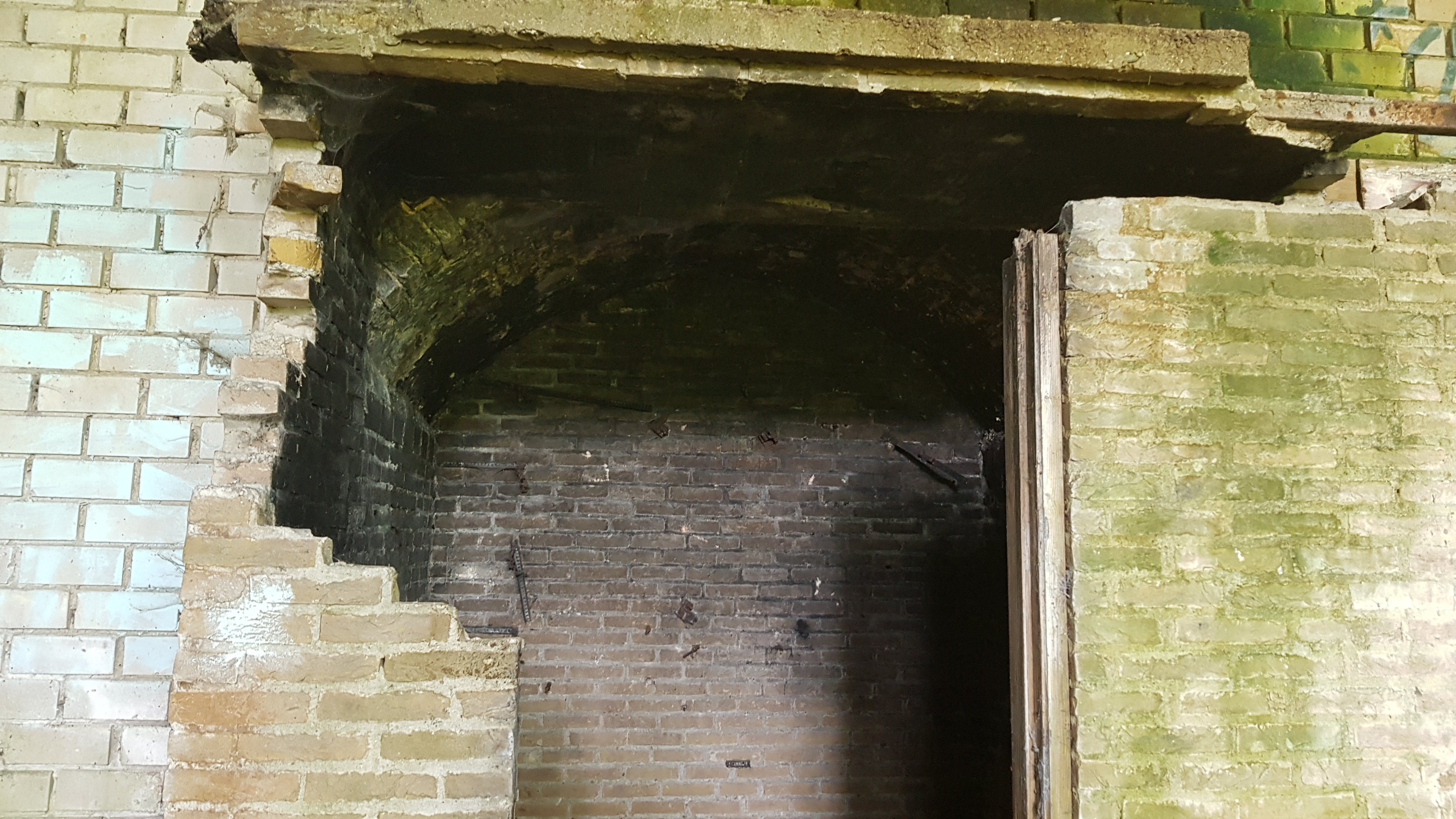
ovenschacht IV in 2019

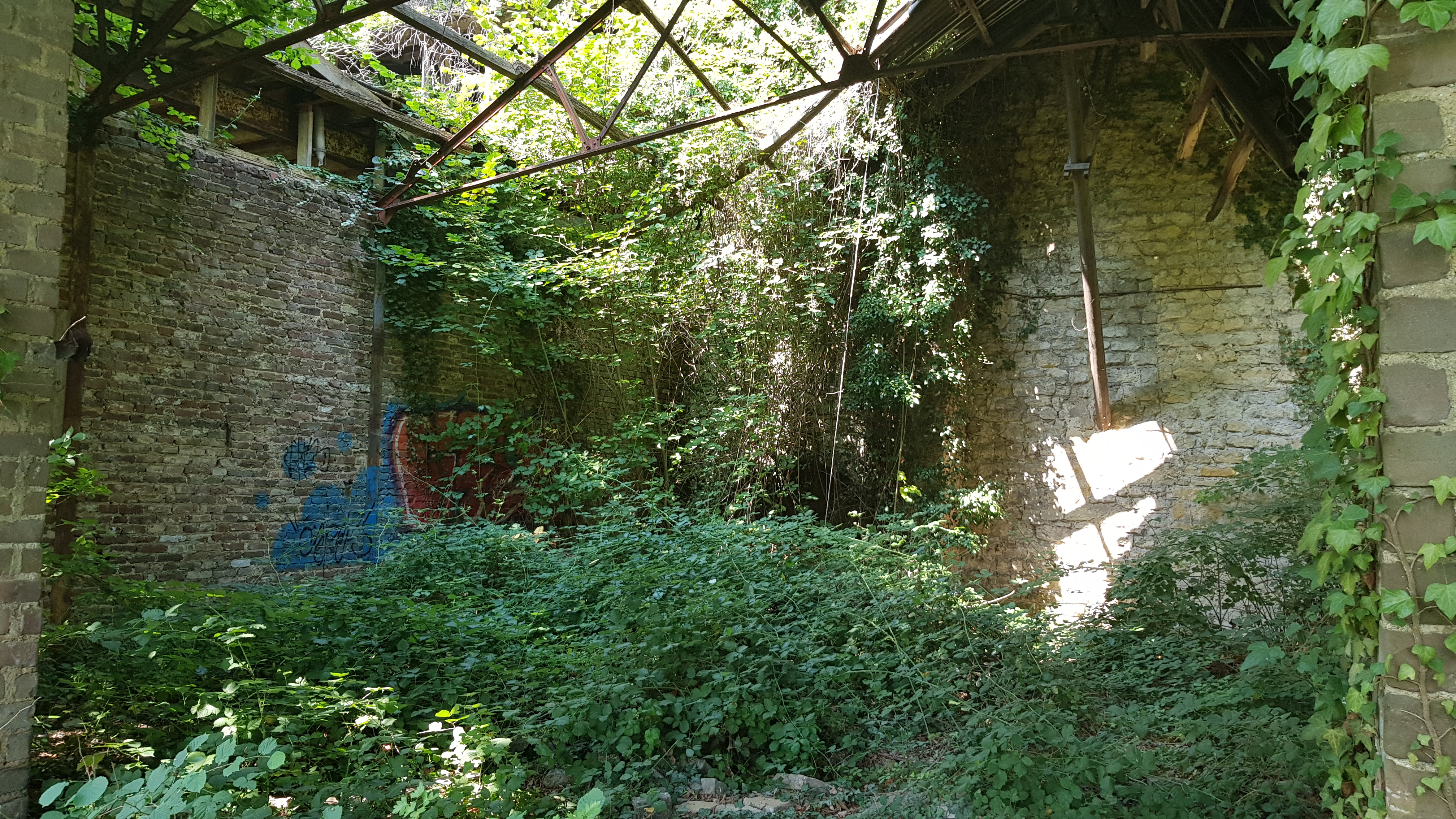
ovenschacht VI in 2019

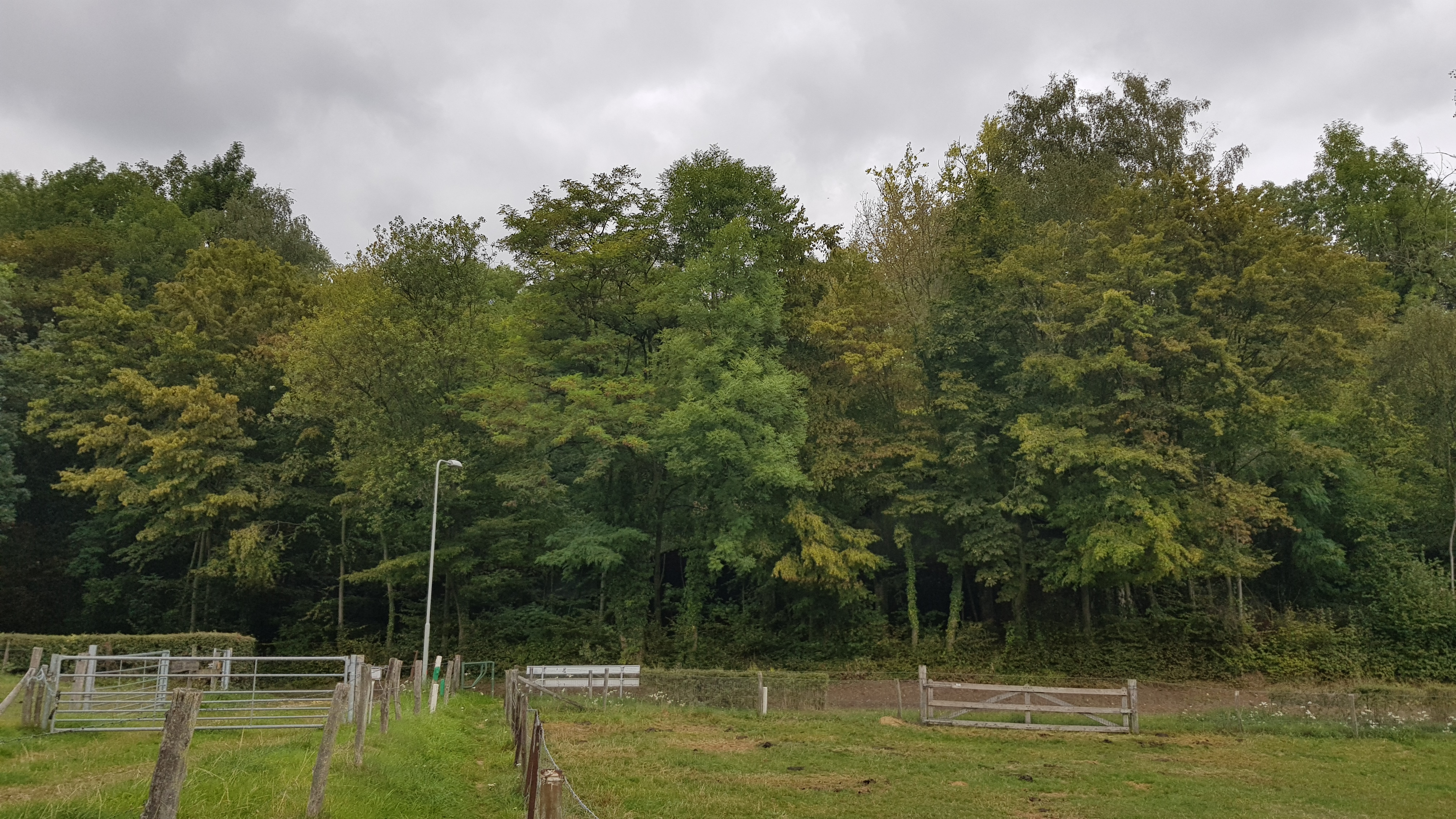
de kalkovens in het groen

De Kalkoven Kurvers is een kalkoven in Nederlands Zuid-Limburg in de gemeente Voerendaal. Het bouwwerk staat ten oosten van Ubachsberg in het Droogdal de Dael aan de Geulkerberg aan de noordzijde van de Daelsweg, de weg van Ubachsberg naar Welten (Heerlen).
Op ongeveer 550 meter naar het zuidwesten ligt de Kalkoven Sieben, ongeveer 200 meter naar het oosten ligt aan de andere kant van het weiland de Kalkoven Bosrand en ongeveer 280 meter naar het noordoosten ligt de Kalkoven Daelsweg.

## Geschiedenis
Sinds 1913 waren de kalkovens en kalksteengroeve in bedrijf.
In 1916 verlengde men de pacht van het terrein van de gemeente, terwijl het oude terrein reeds uitgedolven was.
In 1936 heette het bedrijf Kalkbranderij Kurvers-Klinkers en verkochten ze kalkas.
In 1939 was kalkexploitant J. Klinkers eigenaar of exploitant van een aan de Putweg gelegen kalksteengroeve op perceel C 2133. In dat jaar stierf Hubert Joseph Kurvers en werd het bedrijf voortgezet door zijn vrouw Anna Maria Catharina Hubertina Klinkers die de vergunning voor C 2133 verkreeg.
Na de Tweede Wereldoorlog verkregen de gebroeders Kurvers samen met de weduwe Klinkers de vergunning om de percelen C 2087 en 2133 te ontgraven.
Eind 1954 werd er een vergunning verkregen voor het oprichten van een kalkblusserij op E 493.
In 1997 werden de kalkovens opgenomen in het rijksmonumentenregister.
Anno 2018 bevonden kalkovens zich achter loodsen van een voormalig transportbedrijf Gebr. Kurvers.
De oude groeven zijn deels gevuld met (stort) materialen en afval. De grond is vervuild met minerale oilën en asbest. Inmiddels (2025) zijn de loodsen verwijderd 

## Kalkoven
Het bouwwerk heeft zes ovenmonden en is opgetrokken in Kunradersteen en baksteen. De ovenmond van de schatovens is acht meter diep, heeft een doorsnede van 3,5 meter en loopt taps toe. De steunberen zijn rechthoekige kolommen van veldbrandsteen en de ovenmond is chamotsteen.